# JUSTA TV
『JUSTA TV』は、東京スカパラダイスオーケストラによるスペースシャワーTVで、2006年8月から2007年3月まで放送された音楽番組。月1回放送の60分番組（リピート放送有り）。主な進行は谷中敦と川上つよし。

## 各回

### #1
- JUSTA GUEST：勝手にしやがれ
- JUSTA 会議
- 今日の着コンテンツ：茂木欣一「フィンガードラム」、「JUSTA TV　オープニング曲」

### #2
- JUSTA GUEST：ハナレグミ
- JUSTA 会議
- 今日の着コンテンツ：加藤隆志「5days of TEQUILA スペシャルバージョン」
- JUSTA in ...：鳥取、RSR

### #3
- JUSTA GUEST：森山直太朗
- JUSTA 会議
- 今日の着コンテンツ：北原雅彦「SKA me crazy スペシャルバージョン」、谷中敦「Rising Sun Rock Festival '06 MC」
- JUSTA in ...：オランダ

### #4
- JUSTA GUEST：RYO-Z、ILMARI (RIP SLYME)
- 今日の着コンテンツ：NARGO「メリーさんの羊　アメリカ民謡」、沖祐市「動かぬ男～The “BIG MAN”still standing～」
- JUSTA in ...：奈良
- スカパラGUEST：NARGO
- スカパラ課外活動：川上つよしと彼のムードメイカーズ、Sembello、ASA-CHANG&ブルーハッツ

### #5
- JUSTA GUEST：スチャダラパー
- 今日の着コンテンツ：GAMO「Sweet G」、なぎら健壱＆川上つよし「夜風に乾杯」
- JUSTA in ...：青森
- その他：『JAPA☆RICO TOUR 2006』LIVEの模様。

### #6
- JUSTA GUEST：木村カエラ
- 今日の着コンテンツ：大森はじめ「マナーモード」セッション、谷中敦「この眼で見える永遠」POETRY READING、冷牟田竜之「太陽にお願い」AGITATE VOICE
- JUSTA in ...：浜松
- スカパラGUEST：大森はじめ
- 超高級スペシャルグッズ紹介：PUERTA DEL SOL（平野智靖）roar（濱中三朗）BACK BONE THE BASIS（太田直哉）BACKLASH（片山勇）Epillogue Chant（村松伸一）

### #7
- JUSTA GUEST：PUFFY
- JUSTA VOICE：大木伸夫（ACIDMAN）、ホリエアツシ（ストレイテナー）
- 川上つよしの全国酒場探訪：青森
- 谷中敦の携帯詩人：アンテナモチーフ
- WILD PEACE TOUR FINAL IN さいたまスーパーアリーナのダイジェスト。
- 今日の着コンテンツ：東京スカパラダイスオーケストラ『WALK BETWEEN RAINDROPS』JUSTA TV ver.、『WALK BETWEEN RAINDROPS』

### #8
- JUSTA GUEST：Crystal Kay
- JUSTA VOICE：浜野謙太（SAKEROCK）
- 今日の着コンテンツ：

## JUSTA GUEST
- 毎回、谷中・川上がゲストを迎えるトークコーナー。ゲストの新曲の詞を"赤ペン先生"谷中が色々褒めちぎるコーナーもあり。

## JUSTA 会議
- 谷中・川上にスカパラメンバーを加え飲み屋巡りをする。するとなぜか現場にはスカパラの敬愛するなぎら健壱がいる。

## JUSTA in ...
- 全国ツアー中だった箇所からのロケとライヴの模様をダイジェストで送る。

## スカパラGUEST
- スカパラのメンバーをゲストに迎えトーク。

## 今日の着コンテンツ
- 毎回、メンバーが番組オリジナルの着信コンテンツをその場で録音し、放送日からJOY SOUNDにて配信される。

## JUSTA VOICE
- ゲストの方に着信ボイスをプロデュース。

## 川上つよしの全国酒場探訪
- 川上つよしのライフワーク、全国の酒場を探訪する。

## 谷中敦の携帯詩人
- 普段から携帯で詩を作る谷中によるその場のテーマで綴るコンテンツ。